# Rosalie Lowie
Pour les articles homonymes, voir Lowie.
Œuvres principales
- Mes nuits avec Bowie, roman (2022)
- Dernier été sur la côte, roman (2021)
- Quand bruissent les ailes des libellules, roman (2020)
- Un bien bel endroit pour mourir, roman (2017)
- Entrechats", Recueil de nouvelles, Books on Demand (2022)
- Point de rencontre, recueil de nouvelles (2022)
- Un hôtel à Paris, recueil de nouvelles (2020)
- Quelques mots à vous dire..., recueil de nouvelles (2019)

Rosalie Lowie, née le 27 août 1969 à Bourg-la-Reine, est une autrice et romancière française dont les œuvres sont classées dans la littérature romans policiers et roman contemporain.

## Biographie
Originaire de la région parisienne, Rosalie Lowie est née dans les Hauts-de-Seine et a grandi dans les Yvelines. Après des études à Reims puis Paris en gestion et management à PSB Paris School of Business, elle s’installe sur la Côte d'Opale en 1997, où elle exerce le métier de responsable Ressources Humaines, puis, y construit sa vie et sa famille. Passionnée de livres et d’écriture, elle franchit le pas en réalisant ses premiers écrits. Wimereusienne d'adoption, la station balnéaire est une de ses sources d'inspiration.
Elle est révélée en 2017 par son premier roman et best-seller Un bien bel endroit pour mourir aux Éditions Les Nouveaux Auteurs (Prisma Media), Pocket et France Loisirs qui remporte le Grand prix Roman de l'été Femme Actuelle"", présidé par Gilles Legardinier. Ce polar rythmé se déroule sur la Côte d’Opale,, aux portes de l’Angleterre, dans une station balnéaire. Le héros, Marcus Kubiak, un policier profondément humain, va être confronté, à plusieurs crimes mêlant notables et migrants. Ce polar est le premier d’une série à venir, avec le même héros.
Début 2019, elle participe à l'écriture d’un recueil de nouvelles, Quelques mots à vous dire..., publié par la plate-forme d'auto-édition Books on Demand en compagnie de trois lauréats des Prix Femme actuelle 2017 et 2018 : Dominique Van Cotthem (Le Sang d’une autre - 2017), Émilie Riger (Le Temps de faire sécher un cœur, 2018), Frank Leduc (Le chainon manquant, 2018).
En janvier 2020, elle publie son second roman Quand bruissent les ailes des libellules, aux Éditions Les Nouveaux Auteurs (Prisma Media),,. Un roman contemporain d’aventure romanesque et historique sur l’émancipation des femmes et la transmission intergénérationnelle.
Mars 2020, elle publie Un hôtel à Paris, second recueil de nouvelles collectif toujours écrit avec Dominique Van Cotthem, Emilie Riger Collins et Frank Leduc, publié aux éditions Books on Demand.
En septembre 2021, elle publie son troisième roman Dernier été sur la côte, , aux Éditions Les Nouveaux Auteurs (Prisma Media),,. Un polar qui reprend son policier fétiche, Marcus Kubiak, en prise à une nouvelle intrigue, alliant émotions, suspense et rebondissements, en plein cœur d'une station balnéaire de la Côte d'Opale. Lauréat Prix du Polar Nordiste 2022 (parrain Olivier Norek).
Décembre 2021, elle publie En Piste ! (Tome 1) et En route belle troupe ! (Tome 2), un livre jeunesse co-écrit avec Dominique Van Cotthem, publié aux éditions Bel et Bien, dont les droits d’auteurs sont reversés au profit des Clowns de l’Espoir.
Février 2021, elle publie Point de Rencontre, troisième recueil de nouvelles collectif toujours écrit avec Dominique Van Cotthem, Emilie Riger Collins et Frank Leduc, publié aux éditions Books on Demand.
En mai 2022, son quatrième roman, Mes nuits avec Bowie, parait aux Éditions Les Nouveaux Auteurs (Prisma Media) - Sélection Prix découverte 2022 de l’Iris Noir Bruxelles et Sélection Prix Noir Charbon 2022. En juin 2022, elle publie Le mystère de la villa d'à côté, un polar jeunesse chez Aubane Éditions (collection Polar en Nord Junior).
Novembre 2022, elle publie Entrechats, quatrième recueil de nouvelles collectif avec Dominique Van Cotthem, Emilie Riger Collins et Frank Leduc, publié aux éditions Books on Demand.

## Distinction
- Lauréat du prix Roman de l'été Femme Actuelle 2017 (pour Un bien bel endroit pour mourir)
- Lauréat du Prix du Polar Nordiste 2022 (pour Dernier été sur la côte)
- Sélection Prix découverte de l’Iris Noir Bruxelles 2022 et Sélection Prix Noir Charbon 2022 (pour Mes nuits avec Bowie)

## Œuvre
- Un bien bel endroit pour mourir, Éditions Les Nouveaux Auteurs (Prisma Media) (2017), France Loisirs (2018) et Pocket (2019).
- Quelques mots à vous dire..., Books on Demand (2019).
- Quand bruissent les ailes des libellules, Éditions Les Nouveaux Auteurs (Prisma Media) (2020).
- Un hôtel à Paris. Recueil de nouvelles, Books on Demand (2020).
- Dernier été sur la côte, aux Éditions Les Nouveaux Auteurs (Prisma Media) (2021)
- En Piste ! (Tome 1) et En route belle troupe ! (Tome 2). Livre jeunesse, aux Éditions Bel et Bien.
- Point de Rencontre. Recueil de nouvelles, Books on Demand (2022).
- Mes nuits avec Bowie, Éditions Les Nouveaux Auteurs (2022).
- Entrechats. Recueil de nouvelles, Books on Demand (2022).
- Le mystère de la villa d'à côté, Aubane Editions (2022)
- La Malédiction de Reggio, ÉÉditions Les Nouveaux Auteurs (Prisma Media) (2023)